# Engineering Division TP-1
Engineering Division TP-1 – amerykański dwumiejscowy samolot myśliwski zaprojektowany dla United States Army Air Service (USAAC) w Engineering Division w 1922. Był to jedyny myśliwiec USAAC noszący oznaczenie „TP” (two seat pursuit - „dwumiejscowy pościgowy”).  Powstały tylko dwa egzemplarze, pierwszy samolot (TP-1, później XTP-1) został zbudowany jako myśliwiec, a drugi (CO-5) został znacznie zmodyfikowany i ukończony jako samolot obserwacyjny.  Był to ostatni samolot amerykańskich sił powietrznych zaprojektowany przez samych wojskowych.

## Historia

### TP-1/XTP-1
Samolot został zaprojektowany przez Alfreda Verville'a i Virginiusa Clarka z Engineering Division. Samolot miał nietypową konfigurację skrzydeł, górne skrzydło dwupłatu było krótsze i miało mniejszą cięciwę niż dolne skrzydło. Pierwszy samolot (number seryjny 68577) został zbudowany w bazie McCook Field w 1922, w wersji TP-1 napędzany był silnikiem Liberty L-12 o mocy 423 KM. W tej wersji osiągi samolotu zostały ocenione jako niewystarczające na samolot myśliwski, jego prędkość maksymalna na poziomie morza wynosiła tylko 129 mile na godzinę, a na wysokości 6500 stóp jedynie 123 mile na godzinę (207 km/h i 198 km/h na wysokości 1980 metrów).
Po zakończeniu pierwszej serii prób z oryginalną wersją samolotu został on wyposażony w silnik z turbosprężarką i w tej wersji znanej jako XTP-1 („X” oznaczało experimental czyli „eksperymentalny”, „doświadczalny”) osiągnął on prędkość 150 mil na godzinę na wysokości 20 300 stóp (241 km/h na wysokości 6190 metrów). W tej wersji samolot ustanowił dwa rekordy, 27 marca 1924 wzniósł się na wysokość 29 462 stóp (8980 m) z 250-kilogramowym obciążeniem, a 21 maja z 500-kilogramowym ładunkiem wzbił się na wysokość 28 143 stóp (8578 m).

### CO-5

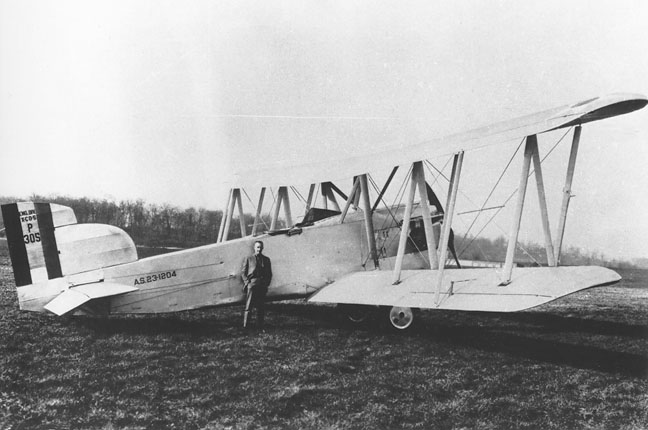
XCO-5

Drugi egzemplarz samolotu (number seryjny 68578) jeszcze w czasie konstrukcji został poważnie przebudowany i otrzymał nowe oznaczenie CO-5 (corps observation, dosłownie „obserwacyjny korpuśny”, odpowiednik samolotu towarzyszącego). W tej wersji samolot otrzymał nowe skrzydła o profilu typu Joukowsky StAe-27A charakteryzującym się bardzo grubą krawędzią natarcia i dużą wypukłością, łączna powierzchnia skrzydeł wynosiła 600 stóp kwadratowych (55,74 m2m). Samolot został przygotowany do lotów na dużych wysokościach w niskich temperaturach - kokpit został specjalnie ocieplony i był ogrzewany ciepłem układu wydechowego, a sam kokpit został zasłonięty pokrywą z przeźroczystym panelem pozwalającym pilotowi widzieć instrumenty pokładowe.
19 stycznia 1925 porucznik John A. Macready wzbił się w samolocie na wysokość 35 900 stóp (10 942 metrów) w trakcie próby pobicia ówczesnego rekordu wysokości (12068 m) ale został zmuszony do przerwania lotu z powodu problemów z turbosprężarką. 29 stycznia Macready ustanowił amerykański rekord wysokości wznosząc się na wysokość 38 704 stóp (11 796 metrów).
16 czerwca 1928 pilotowany przez porucznika Williama H. Bleaklya wzbił się na wysokość 36 509 stóp i pozostał na tej wysokości przez osiemnaście minut.
10 października 1928 Bill Streett i Albert William Stevens ustanowili nieoficjalny rekord wysokości dla samolotów wieloosobowych wznosząc się na wysokość 37.854 stóp (11 538 metrów). W czasie lotu najniższa zmierzona temperatura wynosiła −61 °C. W tak niskiej temperaturze zamarły stery oraz przepustnica silnika i pilot nie mógł wyłączyć silnika ani sterować samolotem. Po dwudziestu minutach takiego lotu skończyło się paliwo i samolot zaczął obniżać lot. Po zejściu na niższy pułap odtajały stery i pilot szczęśliwie wylądował.

## Konstrukcja
TP-1, a później XTP-1, był dwuosobowym, jednosilnikowym dwupłatem o nietypowym układzie skrzydeł z górnym skrzydłem mniejszym od dolnego. Konstrukcja samolotu była metalowa, kryta płótnem.  Samolot miał podwozie klasyczne, stałe z płozą ogonową. W wersji TP-1 samolot był napędzany silnikiem Liberty L-12 o mocy 423 KM. W wersji XTP-1 samolot miał silnik z turbosprężarką, w wersji XCO-5 samolot był napędzany silnikiem Liberty L-12 o mocy 400 KM również z turbosprężarką.
Załogę samolotu stanowił pilot i obserwator/strzelec siedzący w osobnych, otwartych kokpitach. W wersji TP-1 samolot był uzbrojony w pięć karabinów maszynowych kalibru 7,62 mm; dwa nieruchome, strzelające do przodu obsługiwane przez pilota, ruchomy, podwójnie sprzężony obsługiwany przez strzelca/obserwatora i jeden, ruchomy strzelający w dół obsługiwany także przez strzelca/obserwatora.
W wersji TP-1 samolot mierzył 25 stóp i 1 cal długości, 10 stóp wysokości a jego rozpiętość skrzydeł wynosiła 36 stóp (7,65 m, 3,05 m, 10,97 m).  Powierzchnia skrzydeł wynosiła 375 stóp kwadratowych (34,8 m²).  Masa własna wynosiła 2748 funtów, a masa startowa 4363 funty (1246 i 1979 kg). Prędkość maksymalna na poziomie morza wynosiła 129 mil na godzinę (207 km/h), a prędkość przelotowa 117 mil na godzinę (188 km/h). Pułap praktyczny wynosił 13450 stóp (4100 m), a prędkość wznoszenia 495 stóp na minutę (2,51 m/s).